# Gelastorhinus tryxaloides
Gelastorhinus tryxaloides är en insektsart som beskrevs av Bolívar, I. 1902. Gelastorhinus tryxaloides ingår i släktet Gelastorhinus och familjen gräshoppor. Inga underarter finns listade i Catalogue of Life.